# Slapende vulkaan

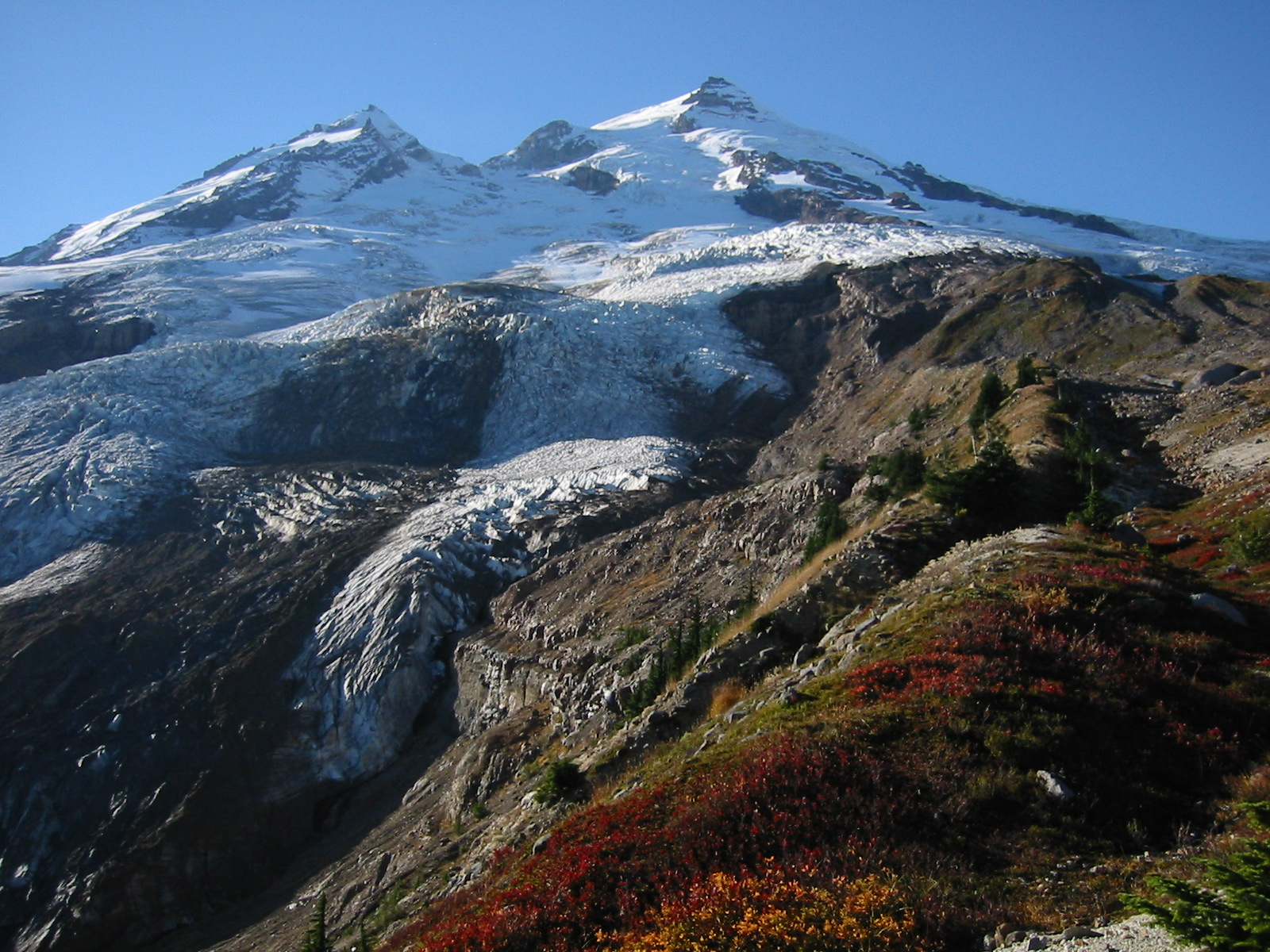
Mount Baker in Washington (Verenigde Staten) is een voorbeeld van een slapende vulkaan.

Een slapende vulkaan is een vulkaan die op dit moment niet actief is maar dat in de toekomst weer kan worden.
De scheidslijn tussen slapende en actieve vulkanen is echter betwist en leidt vaak tot verwarring, want er zijn geen universele regels in de vulkanologie die aanduiden hoelang de vulkaan in rust moet zijn voordat deze niet langer als actieve vulkaan wordt betiteld. Dit komt onder andere door de zeer variabele 'levensduur' van vulkanen (enkele maanden tot miljoenen jaren). Verder kan de term 'activiteit' op verschillende manieren worden opgevat. Sommige vulkanen veroorzaken regelmatig aardbevingen en spuwen gassen de atmosfeer in, maar ze barsten niet daadwerkelijk uit. Het is de vraag of deze nevenactiviteiten genoeg zijn om een vulkaan als 'actief' te bestempelen - volgens veel wetenschappers is dit inderdaad het geval.